# Opala (territorium)
Opala är ett territorium i Kongo-Kinshasa. Det ligger i provinsen Tshopo, i den centrala delen av landet, 1 100 km öster om huvudstaden Kinshasa.